# Diego Loras
Diego Loras Gimeno (Teruel, 1996) es un economista y académico español. 

## Trayectoria
Nació en Teruel. Se graduó en Economía en la Universidad de Valencia, en 2018. Posteriormente, cursó un master en Economía y Finanzas por la Barcelona School of Economics, y un máster en Ética y Democracia por la Universidad de Valencia.  
Ha trabajado como asesor para la Organización de las Naciones Unidas en Nueva York y realizado estancias en universidades como la London School of Economics y Harvard University.
En 2023, Loras fue nombrado cabeza de lista del partido político Teruel Existe al Congreso de los Diputados en las elecciones generales del 23 de julio.
Es Doctor en Economía por la Universidad Pontificia Comillas (ICADE), donde ha sido profesor del Departamento de Economía.